# Sofala

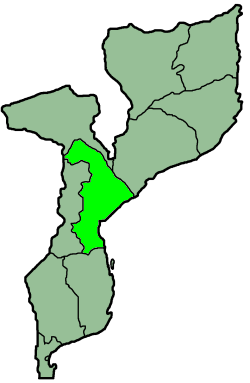
Karta över Moçambique med Sofala markerat i klargrönt.

Sofala är en provins i centrala Moçambique. Den har kust mot Moçambiquekanalen, som är den del av Indiska oceanen som ligger mellan Moçambique och Madagaskar. Provinsen har en yta på 68 018 km² och ett invånarantal på 1 654 163 (2007). Den administrativa huvudorten är Beira.

## Administrativ indelning
Provinsen är indelad i tolv distrikt och en stad. 
- Distrikt:
  - Buzi, Caia, Chemba, Cheringoma, Chibabava, Dondo, Gorongosa, Machanga, Maringué, Marromeu, Muanza, Nhamatanda
- Stad:
  - Beira